# Verbič
Verbič je priimek več znanih Slovencev:
- Aleš Verbič (1959—2021), filmski in tv-režiser
- Andrej Verbič (1920—1999), prvoborec, gospodarstvenik in politik
- Anton Verbič (1888—po? 1978), čebelar
- Benjamin Verbič (*1993), nogometaš
- Boris M. Verbič (1913—1984), novinar, prevajalec znanst. fantastike, urednik
- Boris Verbič (1941—2016), novinar (TV), raziskovalec, publicist, podjetnik
- Dušan Verbič (*1947), informatik, bibliotekar
- Franc (Friderik) Verbič (1884?—1908), slikar
- Janez Verbič (1768—1849), zdravnik, veterinar
- Janez (Janko)? Verbič (1926—2018), agronom, strok.za prehrano živali, univ. prof.
- Janez Verbič (*1962), agronom
- Jernej Verbič (*1952), politik
- Josip Verbič (1875—1959), geometer in ljubiteljski skladatelj
- Josip Verbič (1869—1948), učitelj in čebelar
- Jože Verbič (*1962), živinorejski strokovnjak, univ. prof.
- Kristjan Verbič (*1970), filozof, pesnik, publicist, finančnik, predsednik združenja mali delničarjev
- Marija Verbič (1914—2003), zgodovinarka, arhivistka
- Miha Verbič, ples ?
- Milena Verbič-Štrukelj (1903—1979), glasbena (klavirska) pedagoginja, koncertna pevka in pedagoginja
- Miroslav Verbič, ekonomist, prof. EF UL
- Sara Verbič, geografinja?
- Silva Verbič (*2002), nordijska kombinatorka
- Tatjana Verbič (*1943), plesna metodičarka, kineziologinja
- Urška Ravnik Verbič (*1980), veterinarka
- Tomaž Verbič (*1962), geoarheolog
- Zlatko (Aurelius) Verbič (1928—2009), kanadski Slovenec, častni kozul Republike Slovenije v Torontu